# Krimski kanat
Krimski kanat (ali kaganat; mongolsko Крымын ханлиг, latinizirano: Krimin hanlig, krimsko tatarsko/turško Qırım Hanlığı, Къырым Ханлыгъы, قرم خانلغى ali Qırım Yurtu, Къырым Юрту, قرم يورتى, rusko Крымское ханство, latinizirano: Krimskoje hanstvo, ukrajinsko Кримське ханство, latinizirano: Krymś'ke hanstvo, poljsko Chanat Krymski) je bila od leta 1478 do 1774 turška vazalna država Osmanskega cesarstva in najdlje živeči turški kanat, ki je nasledil Zlato hordo. Ustanovil ga je Hadži I. Geraj leta 1449. Krimski kani so bili moški potomci kana Tokta Timurja, trinajstega sina kana   Džočija in Džingiskanovega vnuka. Kanat je bil na ozemlju sedanje Rusije in Ukrajine.
Vojska Osmanskega cesarstva pod poveljstvom Gedik Ahmed paše je leta 1475 osvojila cel polotok Krim in ga priključila h kanatu. V 16. in 17. stoletju je bil Krimski kanat pomembno središče trgovine s sužnji. Leta 1774 je po rusko turški vojni in podpisu Kučukkajnardžijskega miru postal samostojen, leta 1783 pa je bil uradno priključen k Ruskemu cesarstvu in postal Tavriška gubernija.

## Poimenovanje in geografija
Nekateri zahodnoevropski viri iz 18. in zgodnjega 19. stoletja so ozemlje Krimskega kanata in Male Nogajeve horde imenovali Mala Tatarija ali so ga delili na Krimsko Tatarijo in Kubansko Tatarijo. Z imenom Mala Tatarija so ga razlikovali od Velike Tatarije, ozemlji v srednji in severni Aziji, naseljenimi s turškimi ljudstvi ali Tatari.
Ozemlje kanata je obsegalo polotok Krim in stepe okrog njega, ki v veliki meri ustrezajo delu sedanje južni Ukrajine med Dneprom in Donecem, se pravi večini sedanje Zaporoške oblasti, del Hersonske oblasti, manjši del jugovzhodne Dnipropetrovske oblasti in zahodni del Donecke oblasti. Ozemlje Krimskega kanata se je stalno spreminjalo zaradi vpadov Donskih kozakov, ki so bili ob Donu naseljeni od razpada Zlate horde v 15. stoletju.
Na karti londonskega kartografa Hermana Molla iz leta 1729 obsega Mala Tatarija ozemlje Krima, stepe med Djeprom in reko Mius in ozemlje do zavoja Dnepra in gornjega toka reke Tor na severu.

## Zgodovina

### Ustanovitev
Krimski kanat je nastal v zgodnjem 15. stoletju, ko se je nekaj plemen iz Polovške stepe v Zlati hordi (v sedanji Ukrajini in južni Rusiji) odreklo nomadskemu življenju in se odločilo za stalno naseliti na Krimu. Polotok Krim je bil že od leta 1239 ulus (rajon) Zlate horde Mongolskega cesarstva s prestolnico  Qirim (Stari Krim). Lokalni separatisti so na Krim povabili Hadžija Geraja, kandidata za prestol Zlate horde iz Džingiskanove rodbine, s prošnjo, da postane njihov kan. Hadži Geraj je sprejel njihovo povabilo in iz pregnanstva v Litvi odpotoval na Krim. Od leta 1420 do 1441 se je vojskoval z Zlato hordo za neodvisnost kanata in jo nazadnje dosegel. Po priznanju neodvisnosti se je moral spopasti še z domačim rivali. Prestol kanata je zasedel šele leta 1449 in prestolnico preselil v Qırq Yer, ki je zdaj del Bahčisaraja. Kanat je obsegal polotok Krim, razen južne in jugovzhodne obale in pristanišč, ki so bile v posesti Genovske republike, in bližnje stepe.

### Protektorat Osmanskega cesarstva
Sinovi Hadžija I. Geraja so se po njegovi smrti sprli zaradi nasledstva. V spore se je vmešalo Osmansko cesarstvo in za kana imenovalo Hadžijevega sina Menglija I. Geraja. Mengli je privzel zveneč naziv Suveren dveh kontinentov in kan kanov dveh morij.
Leta 1475 so osmanske sile pod poveljstvom Gedika Ahmed paše osvojile grško kneževino Teodoro in genovske kolonije Balaklava, Sudak in Kafa (sodobna Feodozija). Kanat je postal protektorat Osmanskega cesarstva. Sultan je imel pravico veta na imenovanje krimskih kanov in k svojemu cesarstvu priključil krimsko obalo, kanom pa je kot potomcem Džingiskana priznal oblast nad stepami.
Leta 1475 so Turki zaradi upiranja za tri leta zaprli Menglija I. Geraja. Po vrnitvi iz ujetništva v Konstantinoplu je sprejel suverenost Osmanskega cesarstva. Sultani so imeli krimske kane kljub temu bolj za zaveznike kot podložnike in jim dovolili, da v stepah Male Tatarije vodijo svojo zunanjo politiko. Kani so še naprej kovali svoj denar in bili omenjani na petkovih molitvah. Oboje je bilo pomemben znak njihove suverenosti. Osmanskemu cesarstvu niso plačevali davkov, ampak so od njega dobivali plačilo za sodelovanje izkušenih tatarskih konjenikov lokostrelcev na vojnih pohodih. Med vladanjem Menglijevega naslednika Mehmeda I. Geraja je kanat leta 1523 izgubil svojo moč in vezi z Osmanskim cesarstvom so oslabele. Po Mehmedovi smrti je od leta 1524 krimske kane imenoval sultan.
Zavezništvo Krimskih Tatarov in Osmanskega cesarstva je bilo po vsebini in trdnosti primerljivo s Poljsko-litovsko unijo. Krimska konjenica je bila nepogrešljiva na osmanskih pohodih proti Poljski, Ogrski in Perziji.

### Zmaga nad Zlato hordo
Leta 1502 je Mengli I. Geraj porazil zadnjega kana Zlate horde, s čimer so prenehale zahteve Horde po polotoku Krim. Mengli je za svojo prvo prestolnico izbral Salaçıq pri trdnjavi Qırq Yer. Kaneje je prestolnico preselil v bližnji Bahčisaraj, katerega je leta 1532 ustanovil Sahib I. Geraj. Salaçıq in trdnjava Qırq Yer sta zdaj del mesta Bahčisaraj.

### Trgovanje s sužnji
Krimski Tatari so se pogosto odpravljali na pohode v Podonavske kneževine, Poljsko, Litvo in Moskovsko veliko kneževino in zasužnjili vse, ki so jih ujeli. Za vsakega ujetnika je kan dobil 10 ali 20 % provizije (savğa). Pohodi so se delili na občasne (sefer), ki so bili uradno objavljeni in jih je vodil kan, in plenilske (çapul), na katere so se odpravljale skupine plemičev. Slednji so bili včasih nezakoniti, ker so bili v nasprotju s sporazumi, ki jih je s sosednjimi vladarji sklenil kan.
Kanat se je vse do začetka 18. stoletja intenzivno prodajal sužnje v Osmansko cesarstvo in na Srednji vzhod. Iz Rusije in Poljske-Litve je v obdobju 1500-1700 odpeljal okrog dva milijona sužnjev. Najbolj znano in pomembno izvozno pristanišče in tržnica s sužnji na polotoku Krim je bila Caffa (Feodozija). Z zadnjega velikega tatarskega pohoda leta 1769 so na Krim pripeljali 20.000 ruskih in rusinskih sužnjev.

### Zavezništva
Krimski kanat je sklepal zavezništva tudi s poljsko-litovsko Republiko obeh narodov iz Zaporoško Sečjo. Vojska Islama III. Geraja med uporom Zaporoških kozakov pod vodstvom Bogdana Hmeljnickega leta 1648 je zelo pripomogla k začetnim vojaškim uspehom kozakov. K zvezi s Poljsko-Litvo je pripomoglo dejstvo, da je Litva v 15. stoletju dala zatočišče dinastiji Giraj preden je prišla na oblast na Krimu.
Stepe na severnem zaledju kanata so bile zaradi rodovitne zemlje in mnogo daljše rastne sezone kot na severu stalen cilj Moskovske velike kneževine.

### Boj za Astrahan
Sredi 16. stoletja je Krimski kanat zahteval, da postane naslednik Zlate horde, s čimer bi svojo oblast razširil na vse tatarske kanate v kaspijsko-volški regiji, med katerimi sta bila najpomembnejša Kazanski in Astrahanski kanat. Zahteva je bila v nasprotju z željami Moskve po prevladi v regiji. Devlet I. Geraj je leta 1571 napadel Moskovsko kneževino. Pohod je dosegel svoj višek s požigom Moskve, za katerega je dobil vzdevek That Alğan – osvajalec prestolnice.  Naslednje leto je kanat zaradi katastrofalnega poraza v bitki pri Molodih za vedno izgubil dostop do Volge.

### Propadanje
Turški potopisec Evlija Čelebi omenja vpade azovskih kozakov na ozemlje Krimskega kanata, ki so uničili trgovske poti in resno razselili več pomembnih pokrajin. V času Çelebijevega prihoda na Krim so skoraj vsa mesta, ki jih je obiskal, čutila posledice kozaških napadov. Edino mesto, ki ga je imel za varnega, je bila osmanska trdnjava Arabat.
Propadanje Krimskega kanata je bilo posledica slabenja Osmanskega cesarstva in spremembe ravnotežja moči v Vzhodni Evropi v korist njegovih sosedov. Krimski Tatari so se z osmanskih vojnih pohodov pogosto vračali brez vojnega plena, zaradi neuspešnih pohodov pa so se verjetno zmanjšale tudi osmanske subvencije. Tatarska konjenica brez učinkovitega topništva je v vseh bojih z rusko in evropskimi vojskami utrpela velike izgube. Do konca 17. stoletja je postala Moskovska Rusija premočna za tatarske plenilske pohode, ki so s sklenitvijo Karlovškega miru leta 1699 postali nezakoniti. Obdobje velikih lovov na sužnje se je končalo, napadi razbojnikov in nogajskih konjenikov pa so se nadaljevali, zato se sovraštvo med državama ni zmanjšalo. Kan je začel zaradi političnih in gospodarskih izgub izgubljati podporo plemstva in v kanatu so se začeli notranji boji za oblast. Proti koncu kanata so kanu odrekli podporo tudi Nogajci, ki so prispevali velik del krimske vojske.
V prvi polovici 17. stoletja so Kalmiki ob spodnji Volgi ustanovili Kalmiški kanat in pod Ajuka Kanom izvedli več vojaških pohodov proti Krimskemu kanatu in Nogajcem. Kanat je kasneje postal del Ruskega imperija in se zaobljubil, da bo branil svoje jugovzhodne meje, s čimer je prevzel aktivno vlogo v vseh ruskih vojnih pohodih v 17. in 18. stoletju. Kalmiška vojska je štela do 40.000 popolnoma opremljenih konjenikov.
Združene ruske in ukrajinske sile so med rusko-turško vojno 1676-1681 in pohodih na Krim leta 1687 in 1689 napadle tudi Krimski kanat. Med rusko-turško vojno 1735-1739 je ruska vojska pod poveljstvom feldmaršala Münnicha uspela prodreti na sam Krim in požgala in uničila vse, kar je dosegla.
Med vladanjem Katarine II. se je vojskovanje še stopnjevalo. Rusko-turška vojna 1768-1774 se je končala s Kučukkajnardžijskim mirovnim sporazumom, s katerim je Krimski kanat postal neodvisen od Osmanskega cesarstva in postal protektorat Ruskega imperija.
Vladavino zadnjega krimskega kana Šahina Geraja je zaznamoval vedno večji vpliv Rusije in izbruh nasilja kanove administracije nad opozicijo. 8. aprila 1783 so bila prekršena določila mirovnega sporazuma, kar se je dogajalo tudi pred tem. V državljansko vojno je posegla Katarina II. in cel polotok Krim priključila k Tavrški guberniji. Leta 1787 se je kan Šahin Giraj zatekel v Osmansko cesarstvo, kjer so ga na Rodosu zaradi izdaje usmrtili. Vladarska dinastija Geraj je še vedno živa.
Z Jaškim sporazumom, sklenjenim leta 1792, se je ruska meja razširila do Dnestra in osvajanje Jedisana je bilo zaključeno. Leta 1812 je Rusija z Bukareškim sporazumom dobila tudi Besarabijo.

## Vlada
Po običajih, ki so veljali v stepah, so bili legitimni samo vladarji, ki so bili Džingiskanovi potomci (ak süyek). Vsi kani Krimskega kanata so bili iz družine Giraj. Kani so bili simboli oblasti, dejansko pa so vladali skupaj s karači begi, poglavarji najvplivnejših plemen, med katerimi so bili Širini, Barini, Argini in Kipčaki, v kasnejšem obdobju tudi Mansurogli in Sidžavuti. Po propadu Astrahanskega kanata leta 1556 so pomemben element Krimskega kanata postali Nogajci, ki so svoje fevdne dolžnosti prenesli z Astrahana na Krim. Občasno so pomembno vlogo v krimski politiki igrali tudi Čerkezi (Adigejci) in kozaki, ki so svoje fevdne dolžnosti prenašali s kana na bege in obratno. Kanovi podložniki so bili uradno tudi nomadski Nogajci, ki so živeli severno od Črnega morja v pokrajinah Budžak (od Donave do Dnestra), Edisan (od Dnestra do Buga), Džambojluk  (od Buga do Krima), Edikul (severno od Krima) in Kuban.

### Notranje zadeve
Ozemlje kanata je bilo razdeljeno med bege. Pod njimi so bili mirze, ki so bili iz plemiških družin. Razmerje med mirzami in kmeti oziroma pastirji ni bilo fevdalno. Slednji so bili svobodnjaki in po islamskih zakonih zaščiteni pred izgubo pravic. Zemlja je bila dodeljena vasem in se je obdelovala kolektivno. Davke je plačevala cela vas in ne posameznik. Davek je znašal desetino poljskih pridelkov, dvajsetino živali in spremenljivo količino neplačanega dela. Med reformami zadnjega kana Šahina Geraja so se notranja razmerja po turškem vzorcu: zemljišča plemičev so bila razglašena za kanovo posest in reorganizirana v kadiluke (qadılıq), province, ki jih je upravljal kanov zastopnik.

### Zakonodaja
Krimska zakonodaja je temeljila na tatarskem pravu in v omejenih primerih na osmanskem pravu. Vodja islamskega uradništva je bil mufti, katerega so izbrali med lokalnimi muslimanskimi kleriki. Njegova glavna naloga ni bila niti sodna niti teološka, ampak finančna. Muftijeva administracija je nadzirala vse vakufe in njihove ogromne prihodke. Drug visok uradnik, katerega ni imenoval kler ampak osmanski sultan, je bil kadiasker (ali kazasker), ki je nadziral sodna okrožja pod jurisdikcijo kadijev. Kadiji so bili teoretično podrejeni kadiaskerjem, v praksi pa so bili podrejeni plemenskim poglavarjem in krimskemu kanu.

### Nemuslimanske manjšine
Največje nemuslimanske manjšine so bili Grki, Armenci, krimski Goti, Čerkezi, Benečani, Genovežani, krimski Karaimi in krimski Krimčaki in Judje, ki so živeli večinoma v mestih v svojih četrtih ali v predmestjih. Po miletskem sistemu so imeli svoje lastne verske in sodne ustanove. Bili so oproščeni služenja v vojski, vendar so morali zato plačevati poseben davek. Živeli so podobno kot Tatari in govorili narečja krimske tatarščine.  Mihail Kizilov, ki se sklicuje na Marcina Broniewskega (1578), piše, da so Tatari »redko sami obdelovali svojo zemljo. Večino njihove zemlje so obdelovali poljski, rusinski, ruski in moldavski sužnji.«
Večina Judov je živela v Çufut Kaleju (Judovska trdnjava), ločenem mestu pri Bahčisaraju. Judje so govorili turško. Krimski zakoni so jim dajali posebne finančne in politične pravice, po lokalnem izročilu zaradi uslug, ki so jih v preteklosti naredili prvi kanovi ženi (uluhane).  Glavarina, ki so jo plačevali Judje, se je stekala v urad kanove prve žene v Bahčisaraju. Krimski Judje so aktivno sodelovali v trgovanju s sužnji.

## Gospodarstvo
Nomadski del Krimskih Tatarov in Nogajci so se ukvarali z živinorejo. Na Krimu so bila pomembna pristanišča do katerih je prihajalo blago po svilni cesti in se od tam izvažalo v Osmansko cesarstvo in Evropo. V kanatu je bilo več velikih, lepih in živahnih mest, med njimi prestolnica Bahčisaraj, Gözleve (Evpatorija), Karasu Bazaar (Belogorski) in Aqmescit (Simferopol), številni hani (karavanseraji), strojarne in mlini. Mnogo spomenikov, zgrajenih v Krimskem kanatu, je bilo po ruski invaziji opuščenih ali uničenih. Mošeje so bile porušene ali preurejene v cerkve.
Stalno naseljeni Krimski Tatari so se ukvarjali s trgovanjem, kmetijstvom in obrtjo. Krim je bil središče pridelave grozdja in vina, tobaka in sadja. Bahčisarajske preproge so se izvažale na Poljsko, noži tatarskih  kovačev pa so med kavkaškimi ljudstvi sloveli kot najboljši. Krim je bil znan proizvajalec svile in medu.
V 15.-17. stoletju je bil največji vir dohodkov Krimskih Tatarov in nogajskega plemstva  trgovanje s sužnji, ujetih v Ukrajini in Rusiji. Lov nanje so imenovali žetev stepe. Ujetniki so bili večinoma kmetje. Poljski in ruski tlačani so se zaradi svobode, ki so jo ponujale prazne ukrajinske stepe, kljub nevarnosti naseljevali vanje.
Lov na sužnje je prišel v rusko in kozaško ljudsko izročilo. O njem je bilo napisanih več dum, ki so objolovale usodo žrtev. Lov je prispeval tudi k tradicionalnemu sovraštvu kozakov do kanata. Pohodi v obeh smereh so bili kljub temu v resnici majhni. Zadnji veliki pohod Krimskih Tatarov pred veliko rusko-turško vojno 1768-1774 se je zgodil med vladavino Petra I. (vladal 1682-1725).

## Umetnost in arhitektura
- Vodnjak Selima II. Geraja, zgrajen leta 1474, je ena od velikih mojstrovin vodnega inženirstva. Sestavljen je iz majhnih keramičnih cevi, vgrajenih v kamnit podzemni vodni tunel, ki vodi do več kot dvajset metrov oddaljenega izvira. Vodnjak je bil eden od virov najboljše pitne vode v Bahčisaraju.
- Vodnjak solza. Kan Kirim Geraj, pomemben pokrovitelj umetnosti in arhitekture, je leta 1764 naročil mojstru Omarju Perzijcu, da v Bahčisaraju zgradi vodnjak, posvečen njegovi mladi ženi, mlademu poljskemu dekletu iz njegovega harema in globoki žalosti zaradi njene prezgodnje smrti. Kan, znan po svoji vojaški strogosti, je ob njeni smrti bridko jokal, kar je presenetilo vse, ki so ga poznali.[18]

## Državna uprava
Krimski kanat je imel izven polotoka Krim naslednje glavne upravne enote:
- Kastiv ulus s sedežem v Kubanu
- Jedikulska horda
- Džambajluška horda
- Edisanska horda
- Budžaška horda
- Prohnoinska palanka na polotoku Kinburn, ki je bila morda v zaporoškem zakupu
- Provinca Silistra, ki je bila samo občasno pod oblastjo Bahčisaraja
- Or Qapı (Perekop) je imel poseben položaj trdnjavo so upravjali člani kanove družine ali člani družine Šririn

Polotok sam je bil razdeljen med člane kanove družine in nekaj begov. Kanu samemu so pripadali Čufut-Kale, Bahčisaraj in Stari Krim (Eski Qirim),  vsa slana jezera in vasi okoli njih, gozdovi ob rekah Alma, Kača in Salgir in obširna ozemlja z novoustanovljenimi naselji.
Del velikih kanovih posesti je pripadal kalha sultanu (qalğa), prvemu v nasledstveni liniji v kanovi družini. Kalha sultan je običajno upravljal vzhodni del Krima in bil v kanovi odsotnosti poveljnik krimske vojske.  Naslednji dedni položaj, ki je bil v domeni kanove družine, je bil nurredin, ki je upravljal zahodni del Krima. Kanovi materi ali sestri (anabeim) je pripadal poseben položaj, ki ke bil podoben položju valide sultan v Osmanskem cesarstvu. Prva kanova žena je imela položaj ulu-beim, ki je bil po pomembnosti neposredno za nureddinom.
Proti koncu kanata se je uvedel položaj kajmakanov, ki so upravljali manjše pokrajine kanata.

### Ozemlja Osmanskega cesarstva
- Kefski ejalet, v katerem je bil do leta 1774 sedež cesarstva
- Silistrski ejalet, kasneje Donavski ejalet, na zahodni obali Črnega morja